# Economische en Sociale Raad van de Verenigde Naties
De Economische en Sociale Raad van de Verenigde Naties (afgekort ECOSOC, voor Economic and Social Council) is net als de Veiligheidsraad een hoofdorgaan van de Verenigde Naties. Het doel van de ECOSOC is de bevordering van samenwerking op economisch, sociaal en humanitair gebied. De ECOSOC is niet permanent in functie maar komt enkele keren per jaar bijeen.

## Structuur

### Coördinatie binnen de VN
De ECOSOC verbindt een diverse familie van hulporganen en VN-entiteiten die zich toeleggen op duurzame ontwikkeling en bieden algemene begeleiding en coördinatie. Deze omvatten regionale economische en sociale commissies, functionele commissies die intergouvernementele discussies over grote mondiale kwesties faciliteren, deskundige instanties die belangrijke wereldwijde normatieve kaders vaststellen en gespecialiseerde agentschappen, programma's en fondsen die over de hele wereld aan het werk zijn om ontwikkelingsverbintenissen te vertalen in echte veranderingen in het leven van mensen.
Hervormingen in het afgelopen decennium, met name de resoluties 68/1, 72/305 en 75/290 A van de Algemene Vergadering, hebben de leidende rol van de ECOSOC versterkt bij het identificeren van opkomende uitdagingen, het bevorderen van innovatie en het bereiken van een evenwichtige integratie van de drie pijlers – economisch, sociaal en ecologisch – van duurzame ontwikkeling. De evaluatie van 2021, die samen met de resoluties over het politiek forum op hoog niveau over duurzame ontwikkeling (HLPF) werd uitgevoerd, versterkte het mandaat van de ECOSOC als coördinator, convoc en gespecialiseerd orgaan voor beleidsdialoog, beleidsvorming en consensusvervalsing voor de uitvoering van de Agenda 2030 voor duurzame ontwikkeling en andere belangrijke VN-conferenties en topontmoetingen die onder zijn bevoegdheid vallen, de reactie op de COVID-19-pandemie en het aanpakken van andere grote mondiale uitdagingen en nieuwe problemen. Resolutie 75/290A versterkte aldus de coördinerende rol van de raad en versterkte ook het deliberatieve karakter ervan. Bovendien hebben de resoluties 75/290A en 75/290B de coördinatie tussen de werkzaamheden van de ECOSOC en het HLPF verbeterd.

### Partnerschap met de rest van de wereld
Voortbouwend op zijn coördinerende rol binnen het VN-systeem, is de ECOSOC een toegangspoort voor VN-partnerschap en deelname door de rest van de wereld. Het biedt een uniek wereldwijd ontmoetingspunt voor productieve dialogen tussen beleidsmakers, parlementariërs, academici, stichtingen, bedrijven, jongeren en meer dan 3.200 geregistreerde niet-gouvernementele organisaties.

### Een spotlight op mondiale problemen
Elk jaar structureert de ECOSOC zijn werk rond een jaarlijks thema van mondiaal belang voor duurzame ontwikkeling. Dit zorgt voor gerichte aandacht, bij de reeks partners van de ECOSOC en in het hele VN-ontwikkelingssysteem.
Door de nadruk te leggen op gecombineerde economische, sociale en milieukwesties, moedigt de ECOSOC overeenstemming aan over coherent beleid en acties die fundamentele verbanden leggen tussen alle drie.
Ecosoc's jaarlijkse High-Level Segment omvat:
- Het Politiek Forum op hoog niveau biedt politiek leiderschap, richtsnoeren en aanbevelingen voor duurzame ontwikkeling, en evalueert de vooruitgang bij de uitvoering van de verbintenissen inzake duurzame ontwikkeling.
- High-level Segment, dat jaarlijks wordt gehouden, vormt het hoogtepunt van de jaarlijkse werkcyclus van de ECOSOC en roept een diverse groep vertegenwoordigers op hoog niveau bijeen van de overheid, de particuliere sector, het maatschappelijk middenveld en de academische wereld.

Andere segmenten, forums en vergaderingen omvatten:

### Segment
- Coördinatiesegment bevordert het werk van hulporganen van de ECOSOC en het VN-systeem om de Agenda 2030 voor duurzame ontwikkeling uit te voeren
- Segment Humanitaire zaken versterkt coördinatie van humanitaire inspanningen VN
- Het segment Operationele activiteiten voor ontwikkeling biedt algemene richtsnoeren voor VN-fondsen en -programma's
- Management Segment beoordeelt rapporten van ECOSOC-dochterondernemingen en deskundige organen; bevordert de coördinatie van het VN-systeem op het gebied van ontwikkelingskwesties; en houdt rekening met speciale nationale of regionale belangen

### Fora
- Forum ontwikkelingssamenwerking evalueert trends en vooruitgang in ontwikkelingssamenwerking
- Multistakeholderforum over wetenschap, technologie en innovatie voor de duurzameontwikkelingsdoelstellingen bespreekt samenwerking op het gebied van wetenschap, technologie en innovatie rond thematische gebieden voor de uitvoering van de duurzameontwikkelingsdoelstellingen, waarbij alle relevante belanghebbenden worden samengebracht om actief bij te dragen aan hun expertisegebied.
- Jeugdforum brengt de stem van jongeren in discussies over wereldwijde beleidsvorming over ontwikkelingskwesties van de dag
- Partnerschapsforum stimuleert samenwerking tussen regeringen, bedrijven en stichtingen, niet-gouvernementele organisaties, de academische wereld en parlementariërs
- Forum on Financing for Development follow-up evalueert de Addis Abeba Action Agenda, andere financiering voor ontwikkelingsresultaten en de middelen voor de uitvoering van de duurzameontwikkelingsdoelstellingen.

### Vergaderingen
- De speciale ECOSOC-bijeenkomst over internationale samenwerking in belastingzaken biedt de gelegenheid om opkomende kwesties van belastingbeleid en -administratie aan te pakken.
- Speciale bijeenkomsten om mondiale ontwikkelingscrises of -crises aan te pakken, het bewustzijn te vergroten en te dienen als beleidsplatform op hoog niveau voor de coördinatie van actoren die aan een specifieke situatie werken. De ECOSOC is niet permanent in functie maar komt enkele keren per jaar bijeen.

## De raad

### Regionale verdeling

Afrika
Azië
Oost-Europa
Latijns-Amerika en Caraïben
West-Europa en overige
VN-lid zonder plaats in een groepering
Geen VN-lidstaat of VN-territorium

De landen zijn verdeeld in groepen (fracties) zodat er een gelijkmatige verdeling van zetels is voor de regio's van de wereld. De zetels zijn als volgt verdeeld: 
- Afrika: 14 leden
- Azië: 11 leden
- Oost-Europa: 6 leden
- Latijns-Amerika en Caraïben: 10 leden
- West-Europa en overige: 13 leden

### Verkiezingstabel
In de volgende tabel staat een overzicht van welke zetels er in de oneven en in de even jaren worden verkozen.
|                             | eerste jaar | tweede jaar | derde jaar | Totaal |
| --------------------------- | ----------- | ----------- | ---------- | ------ |
| Afrika                      | 5 leden     | 5 leden     | 4 leden    | 14     |
| Azië                        | 4 leden     | 3 leden     | 4 leden    | 11     |
| West-Europa en overige      | 4 leden     | 5 leden     | 4 leden    | 13     |
| Latijns-Amerika en Caraïben | 3 leden     | 4 leden     | 3 leden    | 10     |
| Oost-Europa                 | 2 leden     | 1 leden     | 3 leden    | 6      |
|                             | 18          | 18          | 18         | 54     |

### Leden

Afrika (14)
Azië (11)
Oost-Europa (6)
Latijns-Amerika en Caraïben (10)
West-Europa en overige (13)

De ECOSOC bestaat uit 54 leden waarvan een derde jaarlijks door de Algemene Vergadering van de VN voor een periode van drie jaar wordt gekozen. De leden zijn direct herkiesbaar, in tegenstelling tot de leden van de VN-Veiligheidsraad. Het is gebruikelijk dat de permanente leden van de Veiligheidsraad continu deel uitmaken van de ECOSOC en dat de overige leden volgens een bepaalde verdeelsleutel uit alle delen van de wereld afkomstig zijn, maar dit wordt niet door het VN-Handvest voorgeschreven. Besluitvorming binnen de ECOSOC geschiedt bij gewone meerderheid van stemmen.
De 54 leden van de Economische en Sociale Raad worden verkozen uit de Algemene Vergadering. De landen zijn verdeeld in groepen, zodat er een gelijkmatige verdeling is van zetels voor de regio's van de wereld. Elk jaar vertrekken er uit elke groep een paar landen, waarvoor dan door de Algemene Vergadering nieuwe landen worden verkozen. De landen die op dit moment (2022) vertegenwoordigd zijn, volgen hieronder:
| Termijn            | Afrika (14)                                    | Azië (11)                            | West-Europa en overige (13)                              | Latijns-Amerika en Caraïben (10)    | Oost-Europa (6)            |
| ------------------ | ---------------------------------------------- | ------------------------------------ | -------------------------------------------------------- | ----------------------------------- | -------------------------- |
| 2020–2022          | Benin Botswana Congo-Brazzaville Gabon         | Bangladesh China Thailand Zuid-Korea | Denemarken Finland Griekenland Nieuw-Zeeland             | Colombia Nicaragua Panama           | Letland Montenegro Rusland |
| 2021–2023          | Liberia Libië Madagaskar Nigeria Zimbabwe      | Indonesië Japan Salomonseilanden     | Frankrijk Israël Oostenrijk Portugal Verenigd Koninkrijk | Argentinië Bolivia Guatemala Mexico | Bulgarije                  |
| 2022–2024          | Ivoorkust Mauritius Swaziland Tanzania Tunesië | Afghanistan India Kazachstan Oman    | België Italië Canada Verenigde Staten                    | Belize Chili Peru                   | Kroatië Tsjechië           |
| Voorzitter (2022): | Voorzitter (2022):                             | Voorzitter (2022):                   | Collen Vixen Kelapile                                    | Collen Vixen Kelapile               | Collen Vixen Kelapile      |

Ook hebben een aantal niet-gouvernementele organisaties (ngo's), een waarnemersstatus. Dat houdt in dat ze mogen spreken tijdens bepaalde vergaderingen, maar geen stemrecht hebben.

## Achtergrond
Hoewel de ECOSOC zich had kunnen ontwikkelen tot het orgaan waarin het algemene beleid van de VN op het aan de raad toegewezen arbeidsterrein wordt vormgegeven, is dat niet gebeurd. De functie van de ECOSOC is meer een toezichthoudende en coördinerende geworden dan een beleidsvormende. De beleidsvorming vindt plaats binnen verschillende andere VN-organen, waarvan sommige door de ECOSOC volgens artikel 68 van het handvest zijn ingesteld. Deze organen rapporteren aan de ECOSOC. Enkele van deze ECOSOC-organen zijn de Commissie voor Duurzame Ontwikkeling en de Mensenrechtenraad. De ECOSOC heeft ook regionale commissies ingesteld, zoals de Economische Commissies voor Afrika, Europa en Latijns-Amerika en de Caraïben.
Het heeft verschillende oorzaken dat de ECOSOC nooit is uitgegroeid tot een dominant beleidsvormend orgaan. Ten eerste kozen de ontwikkelingslanden er in veel gevallen voor hun sociaaleconomische problemen op de agenda van de Algemene Vergadering te zetten, waarin zij alle zijn vertegenwoordigd. Deze keuze werd gemaakt omdat de ECOSOC als onvoldoende representatief werd gezien. Ten tweede bespreken de rijke landen allerlei vraagstukken van beleidscoördinatie op sociaaleconomisch terrein bij voorkeur in andere, meer informele fora, zoals de G8.
De ECOSOC is ook het verbindingskanaal met de zogenaamde gespecialiseerde organisaties van de VN. Dit zijn de met de Verenigde Naties gelieerde functionele organisaties. De ECOSOC gaat de samenwerkingsovereenkomsten aan tussen deze organisaties en de VN.